# Flavobacterium glaciei
Flavobacterium glaciei ist eine Art von Bakterien.  Die Art zählt zu den Bacteroidetes.

## Merkmale
Die Art Flavobacterium glaciei ist Gram-negativ. Die Zellen sind stäbchenförmig. Die Länge liegt zwischen 2,7 und 6,3 µm, die Breite zwischen 0,45 und 0,55 µm. Flagellen sind nicht vorhanden. Die Art ist auf Sauerstoff angewiesen, also obligat aerob. Flavobacterium glaciei ist psychrophil („kälteliebend“), es wurde vom Boden eines Gletschers isoliert, daher der Artname „glaciei“ (Gletscher). Wachstum findet bei 4–25 °C statt, 21 °C ist die optimale Temperatur. Die pH-Werte liegen zwischen 6 und 9, das Optimum bei 6,5 bis 7,5. Der GC-Gehalt in der DNA liegt bei 36,5 %.

## Etymologie
Der Gattungsname Flavobacterium beruht auf dem lateinischen Wort „Bacterium“ (Bakterie) und auf dem ebenfalls lateinischen Wort „flavus“, welches Gelb bedeutet. Letzteres bezieht sich auf die Farben der Kolonien, welche von relativ bleich bis zu ausgeprägten Gelb reichen. „Glaciei“ ist ebenfalls ein lateinisches Wort und bedeutet Eis. Das Bakterium wurde im gefrorenen Boden auf einem Gletscher in China gefunden. Es handelt sich dort um ein relativ einfaches und abgeschlossenes Ökosystem. Auf dem gleichen Gletscher wurden mehrere neue Bakterienarten, welche auf kalte Umgebung spezialisiert sind (also psychrophil sind), isoliert. Beispiele sind Flavobacterium omnivorum und Flavobacterium xinjiangense, von  Fei Zhu und Mitarbeiter beschrieben, sowie Planomicrobium glaciei, entdeckt von De-Chao Zhang.